# Gelis algericus
Gelis algericus är en stekelart som först beskrevs av Heinrich Habermehl 1920.
Gelis algericus ingår i släktet Gelis och familjen brokparasitsteklar. Inga underarter finns listade i Catalogue of Life.